# مکتب پاریس (مطالعات امنیتی)
مکتب پاریس مکتبی در مطالعات امنیتی است. مکتب پاریس ریشه در نوشته‌های مجله «Cultures et Conflits» و شخص «Didier Bigo» دارد. این مکتب تحت تأثیر نوشته‌های چهره‌های پست مدرنی همچون میشل فوکو و پیر بوردیو شکل گرفته است.

## همچنین نگاه کنید به
- مکتب کپنهاگ (روابط بین‌الملل)

## پی‌نوشت‌ها
1. ↑  Wæver, Ole (2004) New 'Schools' in Security Theory and their Origins between Core and Periphery" Paper presented at the annual meeting of the International Studies Association, Le Centre Sheraton Hotel, Montreal, Quebec
2. ↑  c.a.s.e. collective (2006), Critical Approaches to Security in Europe. A Networked Manifesto, Security Dialogue, 37 (4):449